# Juha Ilmari Leiviskä
Juha Ilmari Leiviskä (* 17. März 1936 in Helsinki; † 9. November 2023 ebenda) war ein finnischer Architekt.

## Leben
Juha Ilmari Leiviskä absolvierte im Jahr 1963 sein Diplom an der Technischen Hochschule Helsinki. 1967 gründete er ein eigenes Architekturbüro. Im selben Jahr erhielt Leiviskä das Väinö Vähäkallio-Stipendium und 1973 das Staatsstipendium für Künstler. Im Jahr 1978 begann er die Bürogemeinschaft mit Vilhelm Helander.
Er nahm an mehreren internationalen Wettbewerben teil und folgte dem Gestaltungsweg der großen finnischen Architekten der Moderne wie Eero Saarinen und Alvar Aalto. In den 1970er, 1980er und 1990er Jahren erlangte er internationale Aufmerksamkeit mit Projekten, insbesondere für zahlreicher Sakralbauten für die evangelische Kirche in verschiedenen Teilen Finnlands, die alle eine ähnliche Formensprache verwendeten. Licht spielte eine wichtige gestalterische Sprache. Ein wesentlicher Bestandteil von Leiviskäs Kirchenarchitektur waren die Lampen, die er selbst entwarf. Leiviskäs Pendelleuchten sind auch in der British Library in London zu finden.
Im Jahr 1982 erhielt Juha Ilmari Leiviskä den Staatspreis für Architektur und Stadtplanung. Seit 1991 war er Mitglied der Königlichen Akademie der freien Künste in Stockholm (Kungliga Konsthögskolan Stockholm). Im Jahr 1995 erhielt er den Carlsberg-Preis der Carlsberg-Stiftung. 2007 wurde er mit dem Antonio-Feltrinelli-Preis der Accademia dei Lincei für Architektur und Städtebau ausgezeichnet.

## Ausgewählte Projekte
- Rathaus in Kouvola (Bauzeit 1964–1968 in Zusammenarbeit mit Bertel Saarnio)
- Gemeindehaus und Kirche in Nakkila (Bauzeit 1968–1970)
- Haus Airas in Jollas (Bauzeit 1971–1972)
- St.-Thomas-Kirche und Gemeindehaus in Oulu (Bauzeit 1971–1975)
- Villa Heikinkallio in Lahti (Bauzeit 1980–1982)
- Kirche und Gemeindezentrum Myyrmäki in Vantaa (Bauzeit 1980–1984)
- Erweiterung der Niuvanniemi Klinik in Kuopio (Bauzeit 1980–1985)
- Gemeindehaus in Kirkkonummi (1984)
- Tageszentrum und die Bibliothek in Vallila, Helsinki (1984–91)
- Auroranlinna Housing in Helsinki (Bauzeit 1985–1990)
- Deutsche Botschaft in Helsinki (1986–1993)
- Männistön Kirche und das Gemeindezentrum in Kuopio (Bauzeit 1986–1992)
- Villa Thoren-Söderström in Ekenäs (Bauzeit 1987–1990)
- Deutsche Kirche und Pfarrzentrum, Helsinki (2001)
- Pakilla-Kirche in Helsinki (2002)
- Kulturzentrum – Dar al-Kalima Akademie, Bethlehem, West Bank, Palästina (Bauzeit 2004–2005)
- Sandels Kulturzentrum, Helsinki (2007)
- Schwedische Institut für Sozialwissenschaften in Helsinki (2009)

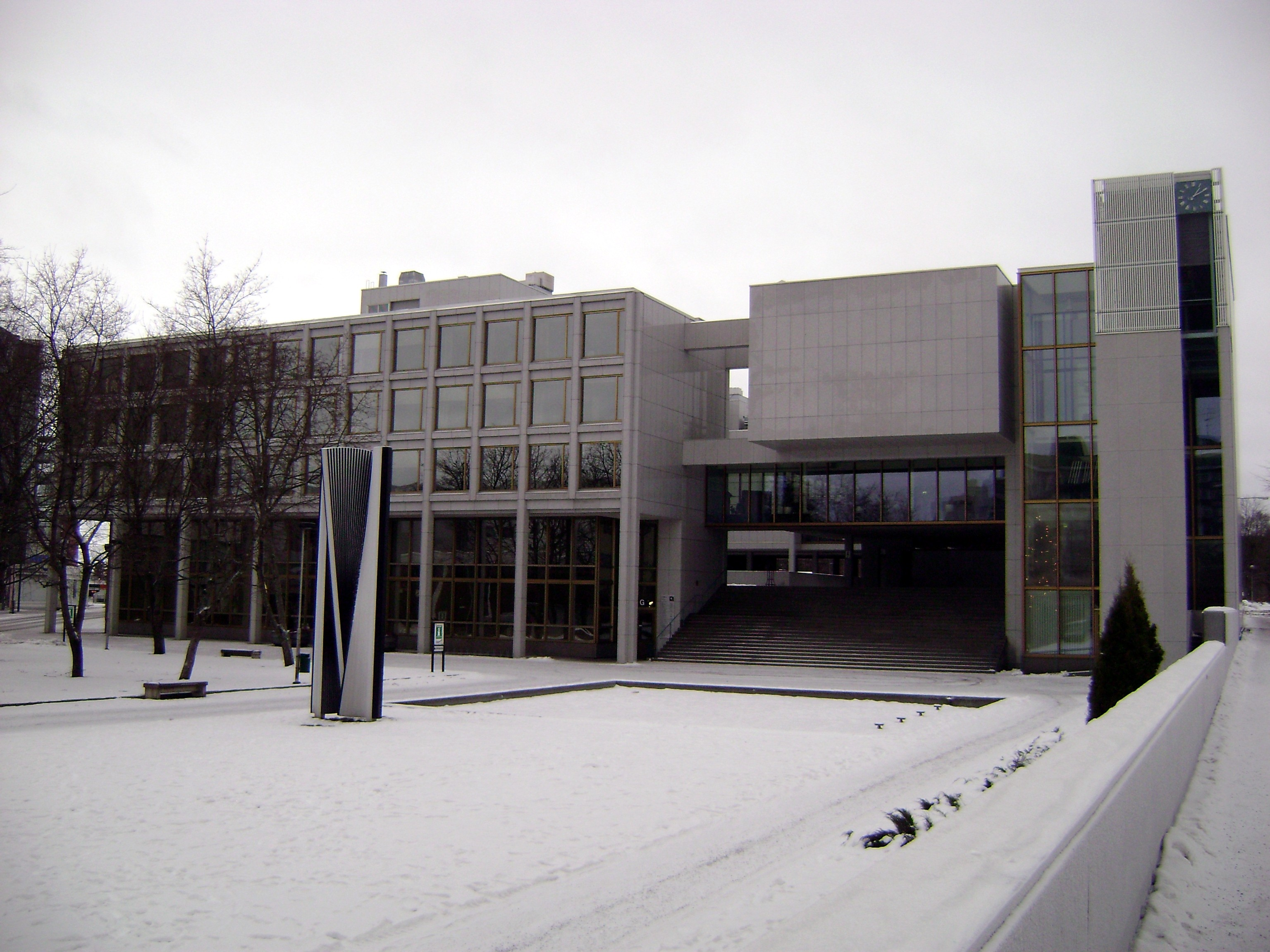
Rathaus Kouvola (mit Bertel Saarnio), 1968.
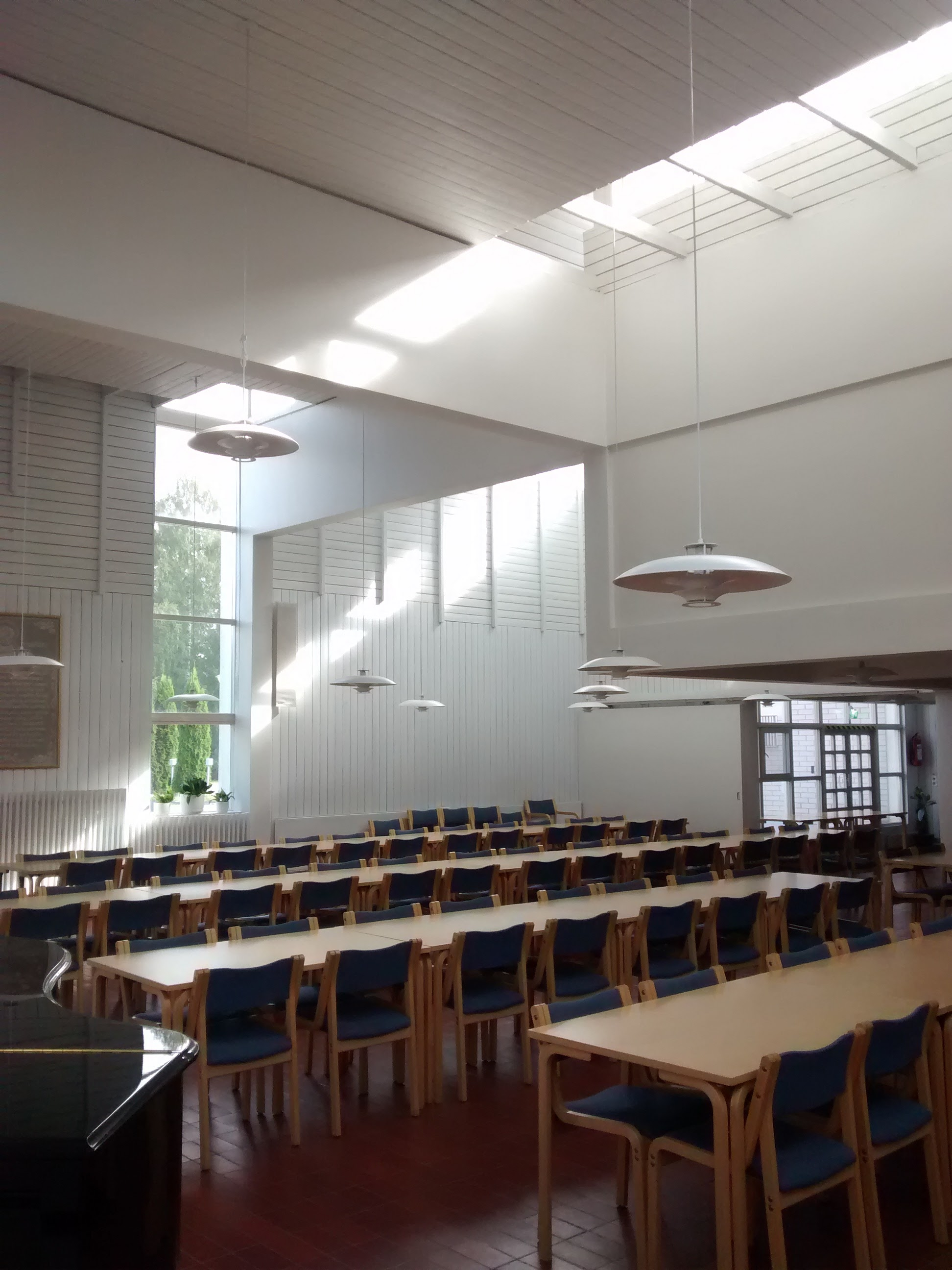
Gemeindehaus und Kirche Nakkila, 1970.
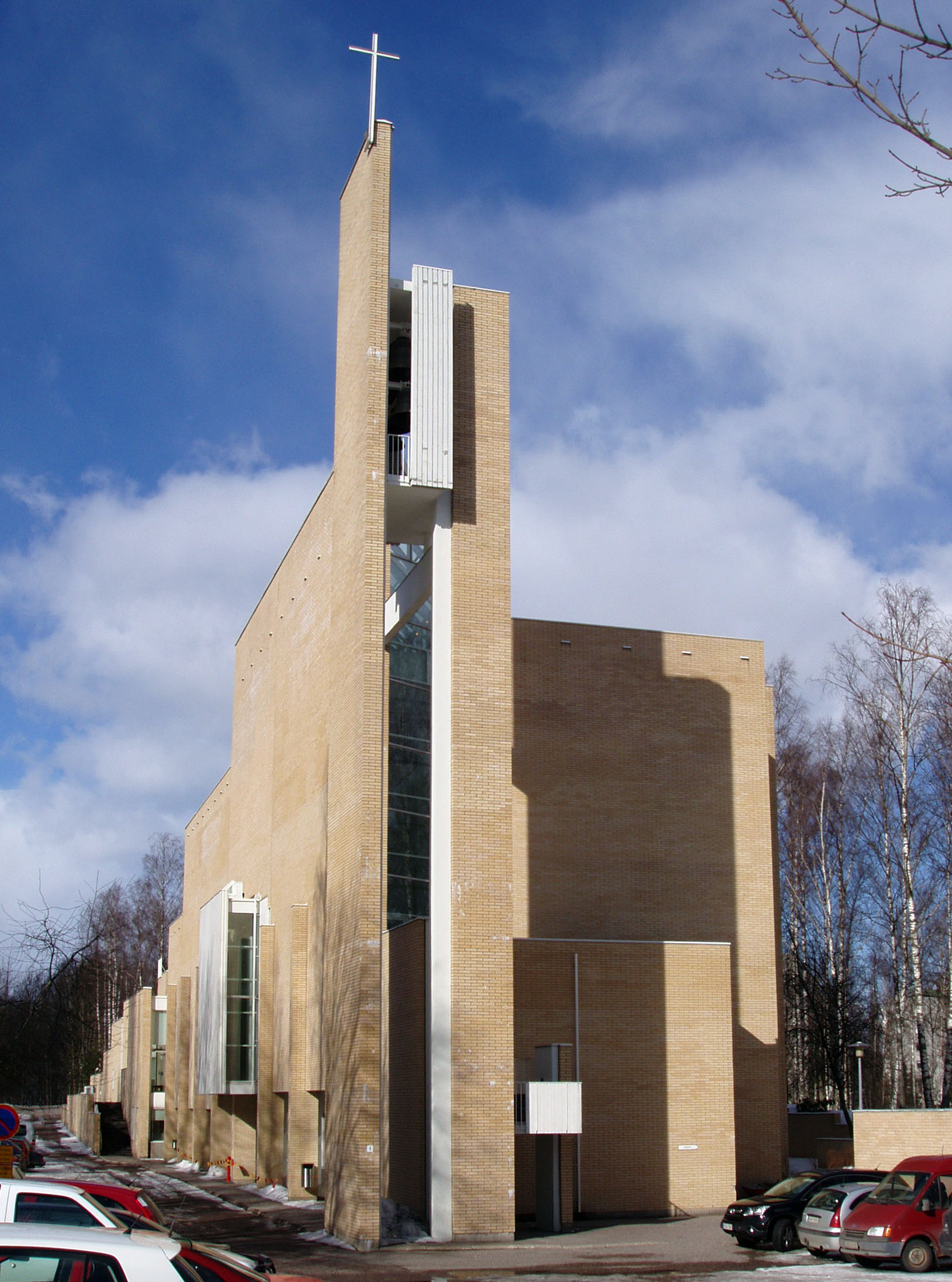
Kirche und Gemeindezentrum Myyrmäki, 1984.
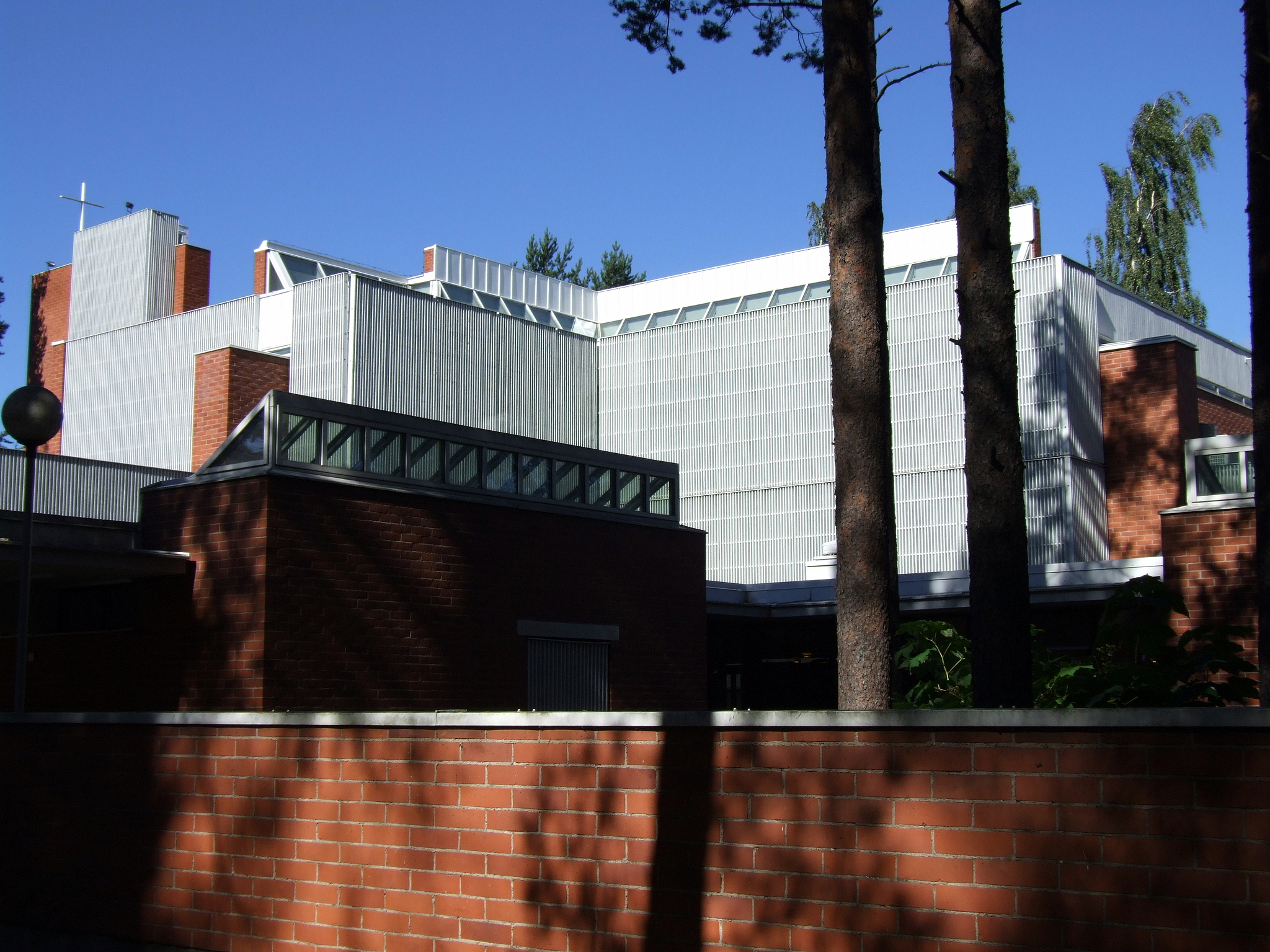
St.-Thomas-Kirche und Gemeindehaus, Oulu, 1975.
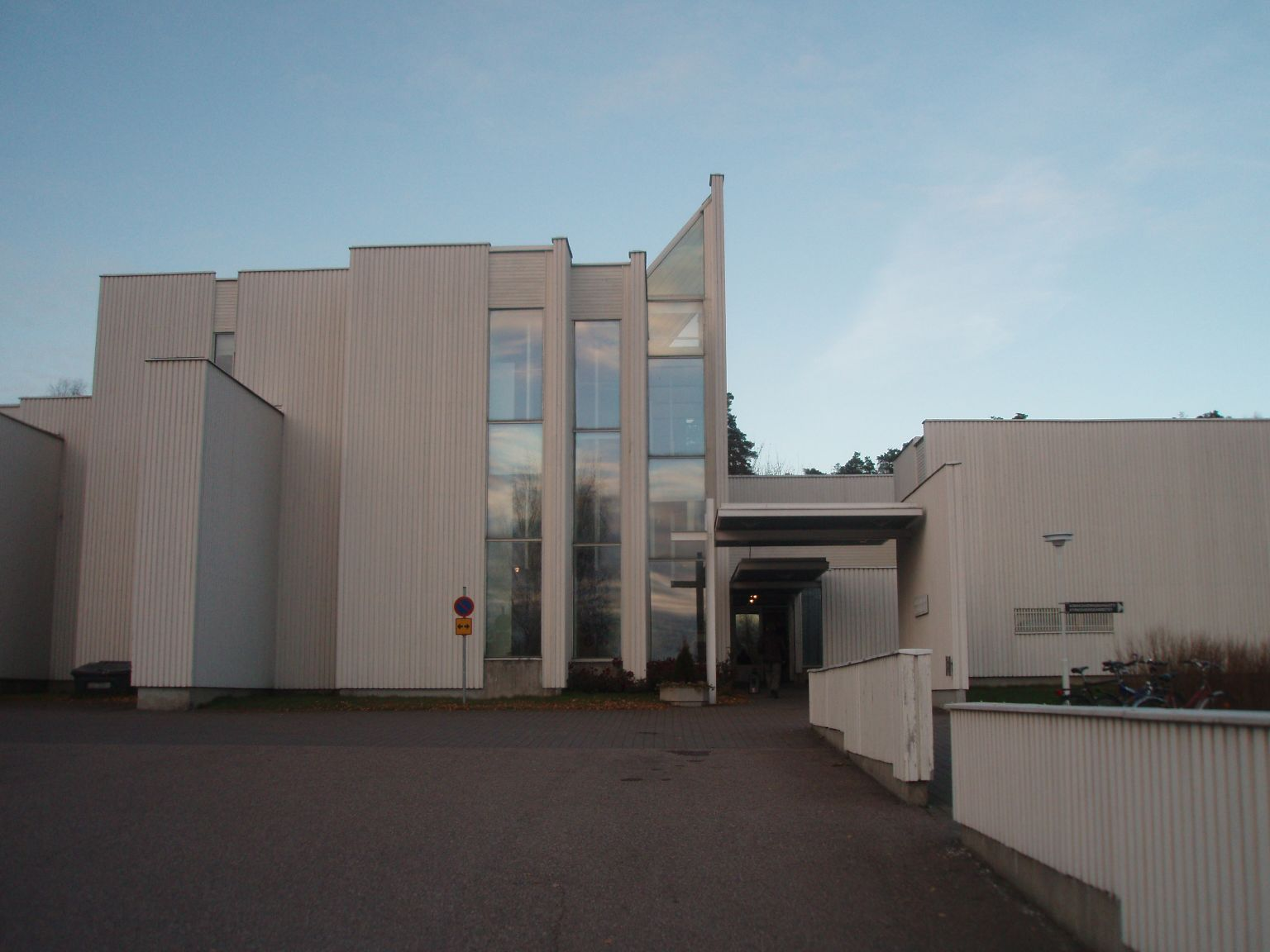
Gemeindehaus Kirkkonummi, 1984.
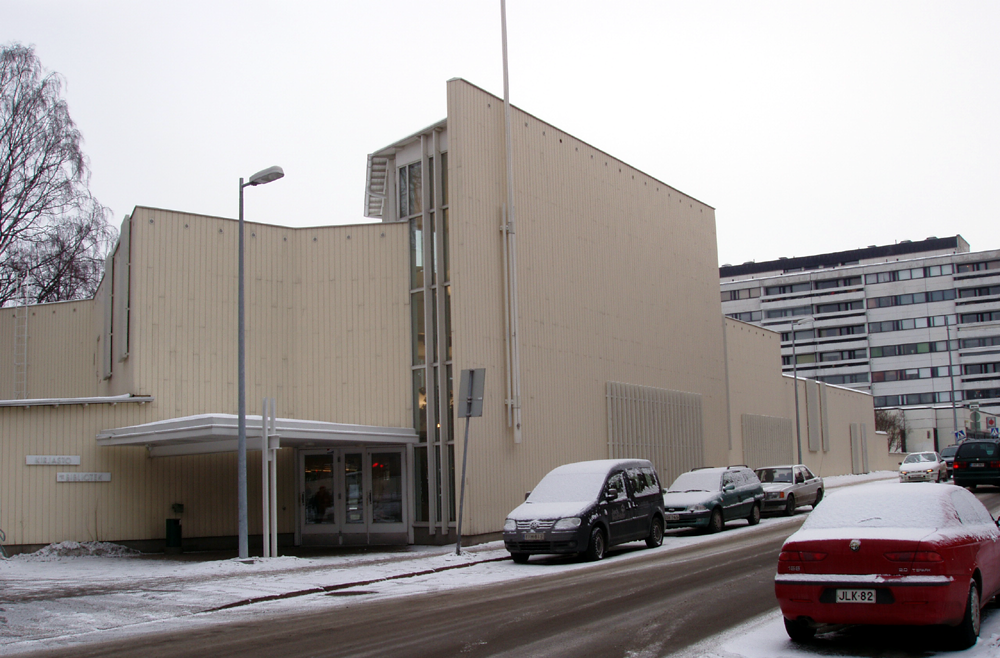
Tageszentrum und die Bibliothek in Vallila, Helsinki, 1991.
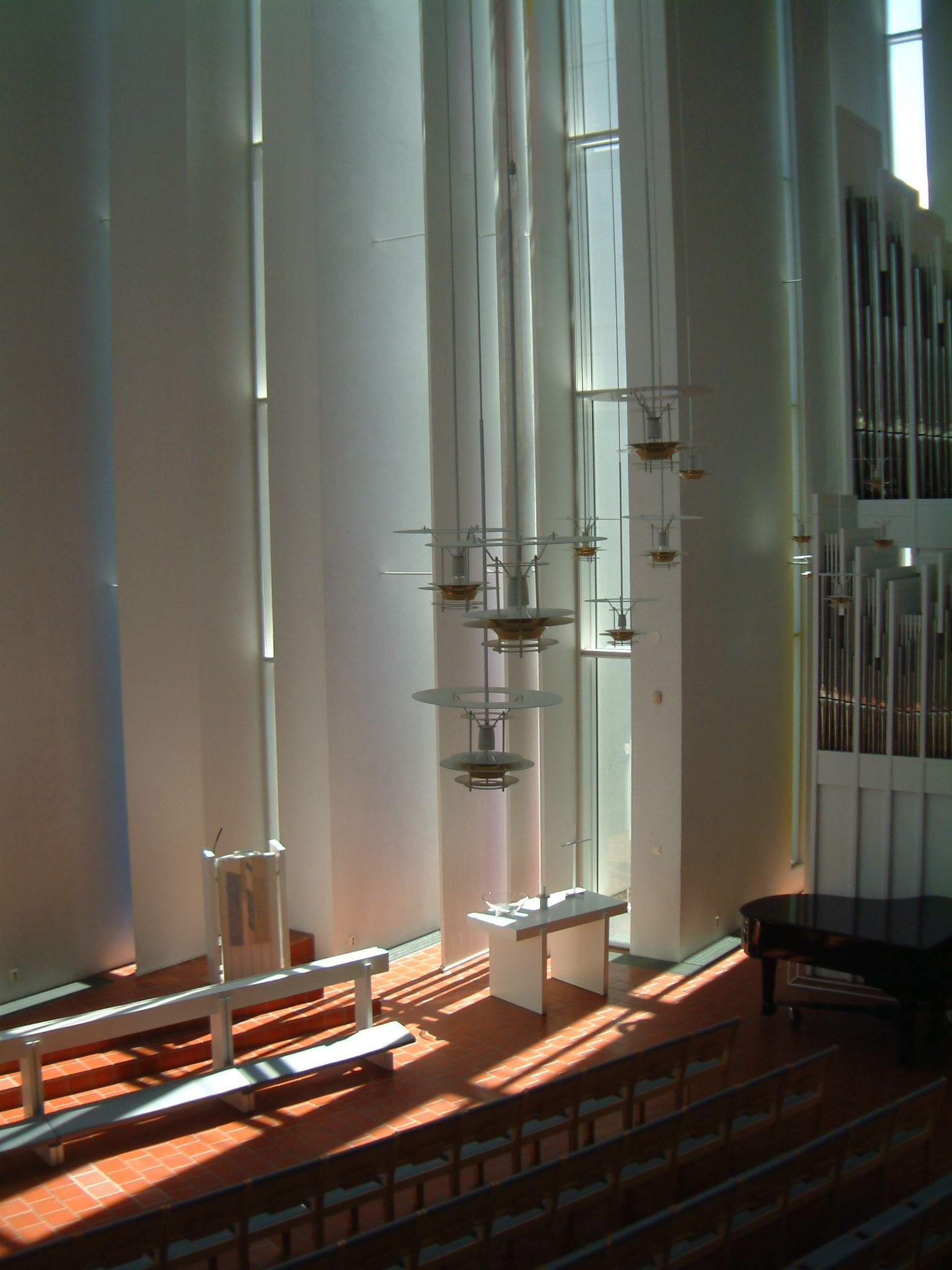
Männistön Kirche und das Gemeindezentrum, Kuopio, 1992.
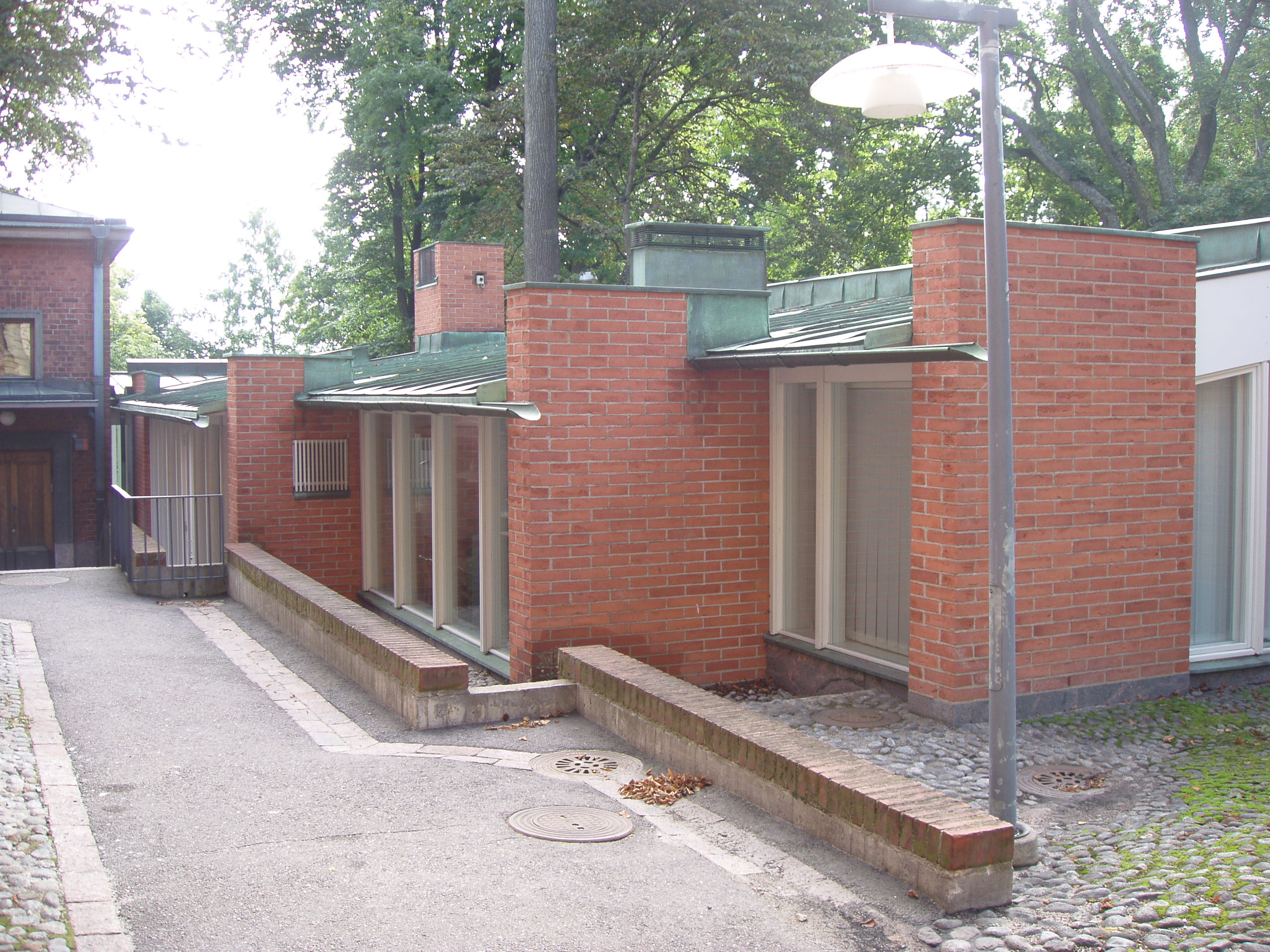
Deutsche Kirche und Pfarrzentrum, Helsinki, 2001.
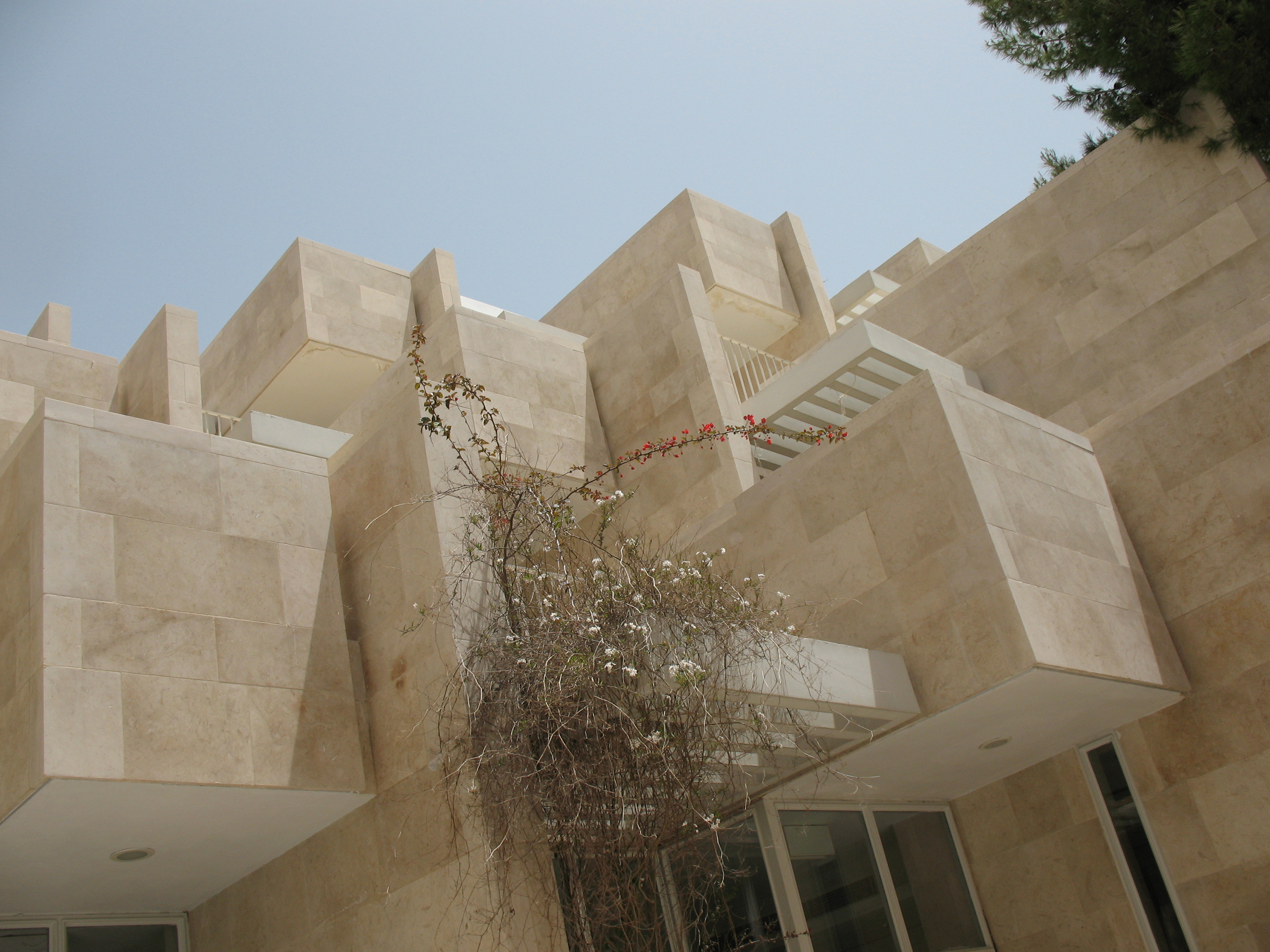
Kulturzentrum – Dar al-Kalima Akademie, Bethlehem, West Bank, Palästina, 2005.
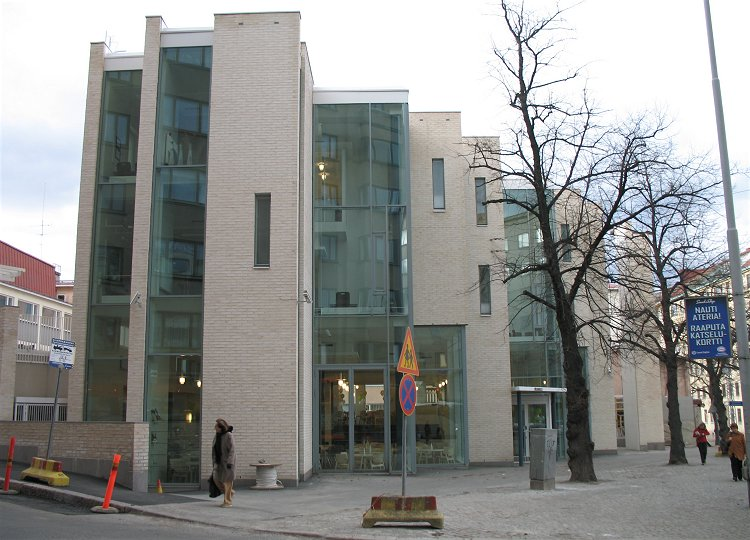
Sandels Kulturzentrum, Helsinki, 2007.
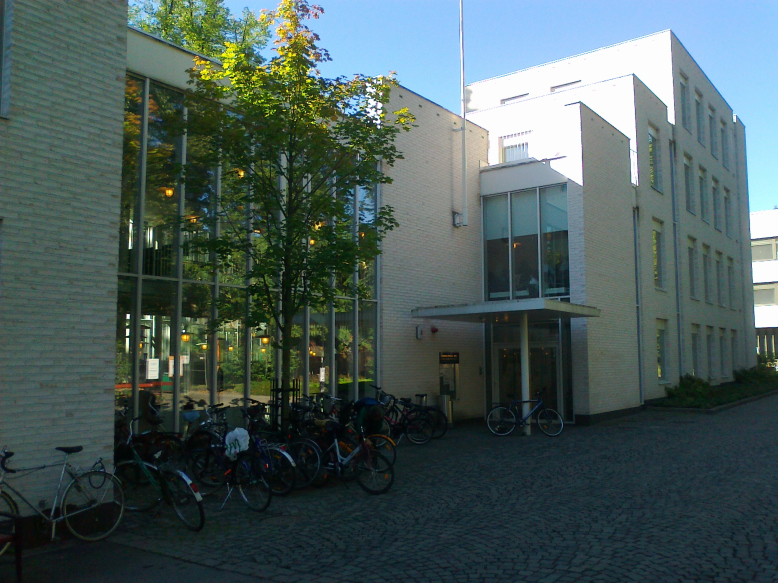
Schwedische Institut für Sozialwissenschaften, Helsinki, 2009.

## Publikationen
- Finnish Architecture and the Modernist Tradition. Spon Press, 1995
- Juha Leiviskä. Museum of Finnish architecture, Helsinki, 1999
- Juha Leiviskä. And the Continuity of Finnish Modern Architecture. John Wiley & Sons, 2001